# José Pérez García
José Pérez García (Puerto de La Cruz, Tenerife, Canarias, España, 24 de octubre de 1909 - Las Palmas de Gran Canaria, 3 de marzo de 1972) fue un jugador de fútbol español. Jugó de guardameta durante 11 temporadas en el Hércules, 4 de ellas en Primera División, además fue internacional en el primer partido de la Selección Española tras la Guerra Civil.

## Trayectoria
Se apodaba El Chorro, fue uno de los guardametas más importantes de la historia del Hércules, además de ser el único internacional español convocado mientras jugaba en el equipo herculano.
Llegó al Hércules después de que su anterior equipo, el Real Victoria, disputará un partido de Trofeo Presidente de la II República (actual Copa del Rey) en Alicante frente al Atlético Aviación, en 1933.
En su primera temporada como jugador del Hércules, fue un fijo en los partidos para el entrenador Manuel Suárez de Begoña, y se convirtió en uno de los artífices del ascenso a Primera División. Su debut en Primera se produjo ante el Real Madrid en la primera jornada, el 10 de noviembre de 1935. El Hércules disputó el partido en su estadio, el Bardín, y el Madrid venció con gol de Sañudo.
Con 32 años se marchó al Granada en la temporada 1942-43. Allí jugó 9 partidos de liga más uno de promoción. Comenzó jugando, pero perdió la titularidad en la sexta jornada, tras encajar 7 goles en Vallecas frente al Atlético Aviación, que por entonces iba último clasificado con cero puntos. El entrenador Paco Bru utilizó en los posteriores partidos a Martí y después a Floro, hasta que en la 18.ª Jornada, en Balaídos frente al Celta, se lesionó Floro cuando ya llevaba encajados 5 goles y acabó jugando de portero González que era defensa, y al que le hicieron 3 goles más. Así Pérez se hizo con la titularidad otra vez.
El Granada que terminó en el puesto 12.º en Primera, tuvo que disputar la promoción de descenso contra el Real Valladolid de Segunda División. Pérez fue el portero de aquel partido que terminó 2-0 con victoria granadina y que certificó la permanencia un año más en la máxima categoría.
En la temporada 1942-43 fichó por el Cieza, en el que fue jugador y además entrenador del equipo. De regreso a Canarias, ingresó en las filas del Marino F. C., donde concluyó su vida deportiva.

## Selección nacional
Pérez fue el portero de la Selección Española, en el primer partido después de la Guerra Civil. Fue el 12 de enero de 1941 en el campo Las Salesas en Lisboa, en un encuentro amistoso frente a Portugal. El encuentro finalizó con un empate a dos goles, y Pérez tuvo la mala suerte de sufrir una lesión ocular al chocar con un contrario.

## Clubes

### Como jugador
| Club                               | País   | Año       |
| ---------------------------------- | ------ | --------- |
| Arenal                             | España | ??        |
| Real Club Victoria                 | España | ??-1934   |
| Hércules FC                        | España | 1934-1942 |
| Granada CF                         | España | 1942-1943 |
| CD Cieza (como jugador-entrenador) | España | 1943-1944 |
| Marino FC                          | España | ??        |